# Adèle Anderson
Adèle Anderson (Southampton, 14 de junio de 1952) es una actriz y cantante británica nominada a los Premios Olivier, reconocida principalmente por su asociación con el grupo de cabaré Fascinating Aïda. Ha registrado además apariciones en producciones para cine y televisión como Lady Jane, Company Business y Hotel Babylon. Anderson se realizó una cirugía de reasignación de sexo luego de graduarse de la universidad y completó su transición social durante un tiempo antes de hacer pública su condición como transgénero.

## Filmografía destacada

### Cine y televisión
- 1986 - Lady Jane
- 1991 - Company Business
- 2003 - New Tricks
- 2006 - Hotel Babylon
- 2018 - The Romanoffs